# Luis María Jordán
Luis María Jordán (1883-1933) fue un escritor y periodista argentino.

## Biografía
Nació en 1883. Natural de Buenos Aires, fue colaborador de El País, El Gladiador, La Nación e Ideas, además de ser director del Museo y Biblioteca Pedagógica por cuatro años, desde 1907, catedrático de Historia y director del Museo Escolar Sarmiento. En palabras de Julio Cejador y Frauca:

Escribió primero cuentos fantásticos, después otros más realistas pero orlados de un nimbo ideal y aun filosófico, finalmente la novela erótica y urbana Los Atormentados, con fuerte visión de la realidad y soltura de gran novelista. En estilo y lenguaje es correcto, castizo y expresivo. Más recuerda todavía á los clásicos castellanos en sus libros de poesías, donde hay riqueza de variados tonos y de metros. De inspiración es clásico, distinguiéndose entre los poetas modernos de su tierra por la sinceridad, sin efectismos, y por el discreto buen gusto, sin rarezas modernistas. No es americano en asuntos sino cosmopolita; pero maneja castizamente y con maestría el habla castellana en prosa y en verso y eleva con ideas trascendentales la realidad bien observada.
(Cejador y Frauca, 1920, p. 186)

Fue autor de títulos como La túnica del sol (cuentos, Buenos Aires, 1906; Barcelona, 1910), Cavalcanti (cuentos, Buenos Aires, 1907), Los jardines galantes (poesías, Buenos Aires, 1911), La copa de oro (poesías, Buenos Aires, 1914), Los atormentados (novela escrita años atrás, Madrid, 1917), La evolución de los museos (Buenos Aires, 1918), Un idilio (1918, en La Novela de Hoy) y Museos escolares (Buenos Aires, 1919), además de las novelas La Bambina y Don Mula. Falleció en 1933.
Tuvo una estrecha relación de amistad con Leopoldo Lugones.